# 北斗の拳 (セガ・マークIII)
『北斗の拳』（ほくとのけん）は1986年7月20日にセガから発売されたセガ・マークIII用ゲームソフト。

## 概要
漫画『北斗の拳』を原作とした横スクロール型アクションゲーム。ゲーム版『北斗の拳』としては評価の高い作品で、当時このゲームを遊ぶためにマークIII本体を購入したユーザーも少なくない。
プレイヤーはケンシロウとなり、ユリアを救うために雑魚キャラやシン・サウザーなどのボスキャラクターを倒しながら進んでいく。ボスは各ステージの最後で待ち構えるステージボスだけではなく、ステージ途中に複数登場する中ボスも存在する。各ステージ最後のステージボス戦は後に言うところの対戦格闘ゲームの形式での対戦となる。各ステージボスには専用の背景画像が用意されており、スクロールの無い一画面の中で一騎討ちを繰り広げる。このボス戦ではそれまでと違う大きなキャラクター表示となるが、対デビルリバース戦ではケンシロウだけ通常の小さいキャラクターを使い敵との体格差を表現している。
当時のゲームの趨勢にならい、本作にも特定の操作でケンシロウが無敵状態になるなどの裏技が存在しており、その一部は当時のセガのテレホンサービスで聞くことができた。パッケージにはレイが描かれているが、ゲームには登場しない。
このゲームシステム自体は本作以前の1985年にセガが発売（開発はコアランド）し、マークIIIにも移植された『青春スキャンダル』の正常進化形とでも言うべきもので、右スクロールのみ、次々現れる圧倒的多数の敵キャラクターを撃破しながら進撃する通常ステージ、各ステージの最後に画面が切り換わりボス専用シーンとなってボスキャラクターと一騎討ち、などといった要素はほぼそのまま踏襲されている。
ステージボスを倒す際には北斗神拳の奥義によるフィニッシュシーンも存在し、例えばステージ1の対シン戦では北斗百裂拳の猛烈な乱打が実際に表現されている。参考までに言えば、これは本作とほぼ同時期に東映動画が発売したファミコン版では表現しきれなかったものである。

### 海外版
版権上の都合から、日本国外版は『Black Belt』というタイトルで発売されている。ゲーム性はほぼ同一であるものの、本作のケンシロウに該当する主人公はRIKIという名の道着姿のオリジナルキャラクターで、ユリアに該当するヒロインはKYOKO、敵キャラクターもカンフー映画調や1980年代のアメリカ製ニンジャ映画調の雰囲気を漂わせたオリジナルのものに全て変更されており、その他に背景・一部BGMなども差し替えられている。

## ステージ
カッコ内はフィニッシュ演出
1. サザンクロスタウン
  - 中ボス - スペード、ダイヤ、クラブ、ハート
  - ステージボス - シン（北斗百裂拳）
2. ゴッドランド
  - 中ボス - 親衛隊長、マッド軍曹
  - ステージボス - カーネル（北斗壊骨拳）
3. デビルリバース
  - 中ボス - フォックス
  - ステージボス - デビル（北斗七死星点）
4. カサンドラ伝説
  - 中ボス - ウイグル獄長、拳王親衛隊
  - ステージボス - トキ（倒すのではなく「トキより“柔の拳”を伝授される」という演出）
5. 聖帝十字陵
  - 中ボス - 火炎放射隊
  - ステージボス - サウザー（北斗有情拳）
6. 拳王ラオウ（このステージのみ道中無し、ボスであるラオウとの戦いのみ）
  - ステージボス - ラオウ
7. 隠しステージ（エンディング中にある操作をすると進む事ができる）
  - 1 - 6各ステージのボスを連戦で倒していく

## 移植版
移植にあたり、ラオウを倒した際の激しい光の明滅（いわゆるパカパカ）が修正された。
| No. | タイトル                               | 発売日        | 対応機種      | 開発元                       | 発売元       | メディア                              | 型式       | 備考                                            |
| --- | -------------------------------------- | ------------- | ------------- | ---------------------------- | ------------ | ------------------------------------- | ---------- | ----------------------------------------------- |
| 1   | SEGA AGES 2500シリーズ Vol.11 北斗の拳 | 2004年3月25日 | PlayStation 2 | セガ                         | セガ         | CD-ROM                                | SLPM-62432 | 3Dリメイク版とマークIII移植版をカップリング収録 |
| 2   | 北斗の拳                               | 2008年2月26日 | Wii           | セガ                         | セガ         | ダウンロード （バーチャルコンソール） | LAAJ       | マークIII版の移植                               |
| 3   | 北斗が如く                             | 2018年3月8日  | PlayStation 4 | セガゲームス第一CS研究開発部 | セガゲームス | BD-ROM ダウンロード                   | PLJM-16099 | マークIII版の移植 ミニゲームとして収録          |

PlayStation 2版
2004年3月25日発売。セガエイジス2500シリーズのラインナップとしてリメイク移植された（同時にオリジナルのマークIII版も収録されている）。リメイク版はフルポリゴン化、モーションキャプチャの採用、声優に神谷明を起用、ステージやキャラクターの追加、ボス戦のみモードなど大幅にリニューアルされている。
Wii版
2008年2月26日よりバーチャルコンソールで配信開始（要617Wiiポイント）。なお既存の漫画作品などを原作とするキャラクターゲームのバーチャルコンソールでの配信は、このソフトが初めてとなる。